# Steinar Haga Kristensen
Steinar Haga Kristensen (1980) er en norsk kunstner. Han bor og lever i Oslo, Norge. Han studerede på Kunsthøgskolen i Oslo og på Kunstakademi Wien. Herefter arbejdede og levede han flere år i Bruxelles i Belgien. Han er en af grundlæggerne af det performative galleri og kunstnergruppen D. O. R. (2006-2016). Steinar Haga Kristensen er især kendt for sit gennemgående motiv den syge profet, som går igen i hans værker. Han arbejder blandt andet med maleri, video, skulptur, performance og relief.